# Marianne Fiedler

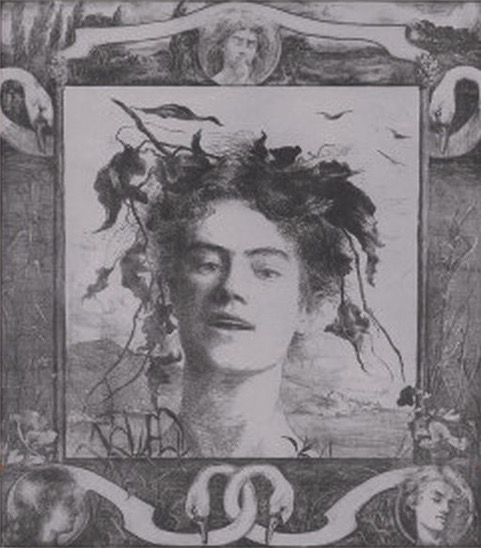
Selbstporträt der Marianne Fiedler als Bacchantin (1894)

Marianne Fiedler, verheiratete Müller; (geboren 23. April 1864 in Dresden; gestorben 14. Februar 1904 in Mainberg, Bayern) war eine deutsche Malerin und Lithografin.

## Leben und Wirken

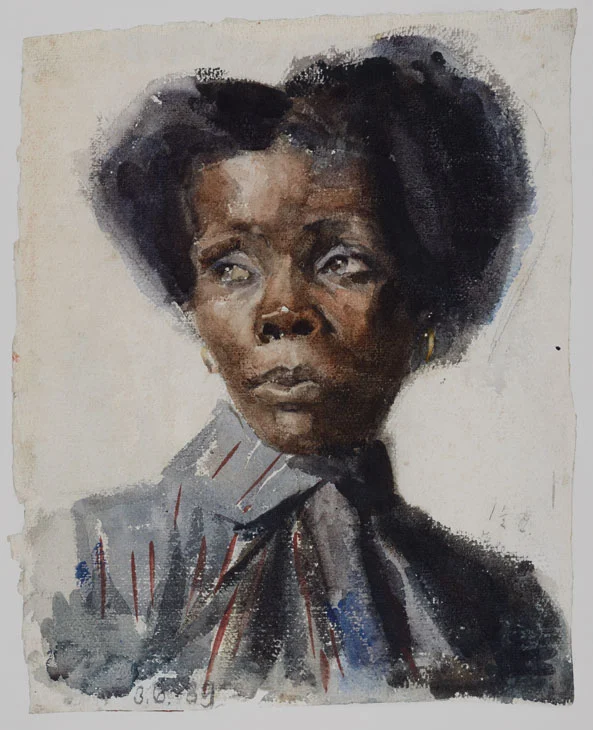
Afrikanerin, 1889

### Herkunft und Ausbildung
Marianne Fiedler kam aus einer Pfarrers- und Juristenfamilie: Ein Großvater, ein Urgroßvater und mehrere Onkel waren Pfarrer; der Vater Karl Moritz Fiedler (1831–1924) hatte als Jurist eine leitende Position im sächsischen Kultusministerium und die Mutter Adele Sophie, geb. Hänel (1839–1923), war die Tochter des Juristen und königlich-sächsischen Geheimen Rates Moritz Christian Hänel (1800–1890). Marianne wuchs mit einem jüngeren Bruder in großbürgerlichen Verhältnissen in Dresden auf. Ihr Zeichentalent wurde früh erkannt. Ihr Onkel Ernst Hänel war Leiter der Gemäldesammlung der Staatlichen Kunstsammlungen Dresden. Zunächst studierte sie in Berlin Malerei, dann besuchte sie die Kunstakademie in Dresden und ab 1888 in München die Damenakademie, wo Ludwig Herterich ihre Malklasse leitete. Eine ihrer Kommilitoninnen waren Käthe Kollwitz – damals noch Schmidt – und Beate Jeep, mit denen sie 1889 eine Studienreise nach Venedig unternahm. Zusammen mit einigen anderen „Höheren Töchtern“ waren sie unabhängig und studierten leidenschaftlich Malerei. Sie nannten sich die „Malweiber“ und redeten sich – auch später noch – nur beim Nachnamen an. Sie feierten gern und ausgiebig und fuhren auch zusammen in Urlaub.
Nach der gemeinsamen Zeit an der Münchener Kunstschule trennten sich Fiedlers und Kollwitz’ Wege. Käthe Kollwitz heiratete 1890 und ging mit ihrem Mann nach Berlin. Marianne Fiedler unternahm bis 1892 mit Otto Greiner eine Studienreise nach Florenz und Rom. Er hatte ihr seine Liebe gestanden und wollte sie heiraten, bekam aber von Fiedler eine Absage. Nach einer Zeit in London ging sie zurück nach Dresden.

### Künstlerin
Fiedler widmete sich zunächst der Landschaftsmalerei. So entstanden etwa seit 1892 die Aquarelle Motiv aus Fiesole, Mainlandschaft, Rothenburg o. T. und Blick von Loschwitz bei Dresden. Seit 1893 hat sie sich dem Künstlersteindruck gewidmet und gilt neben Georg Lührig und Otto Greiner als Begründerin einer neuen Epoche der Künstlerlithografie in Deutschland. Sie realisierte in dieser Technik Porträts und Landschaften mit überwiegend italienischen Motiven. Diese Landschaften kolorierte sie häufig. Ab 1893 folgten Ausstellungen in Dresden, Berlin, München und Wien. 1894 veranstaltete das Königliche Kupferstichkabinett in Dresden eine Einzelausstellung mit ihren Lithografien. Das Kupferstichkabinett besitzt den größten Teil ihrer Kunstblätter. Der Dresdner Verlag Wilhelm Hoffmann brachte einige ihrer Werke als Postkarten heraus und Breitkopf & Härtel veröffentlichten ihre Lithografien in der Reihe Zeitgenössische Kunstblätter.
Sie führte ein unabhängiges Leben und verschrieb sich ganz der Kunst.

### Ehe und Tod
Im Sommer 1900 lernte Marianne Fiedler Johannes Müller (1864–1949) kennen. Fiedler war zu diesem Zeitpunkt eine bekannte und erfolgreiche Malerin und Lithografin. Sie stellte ihre Werke aus und erhielt zahlreiche Malaufträge. Müller war eine charismatische Erscheinung, „Lebensberater, völkischer Prophet und Gründer von Schloss Elmau“. Obwohl Fiedler vorher das Künstlerdasein für nicht vereinbar mit Ehe und Mutterschaft gehalten hatte, heiratete sie Müller am 2. Juni 1900 in Schliersee in Müllers Wohnung. Eine kirchliche Trauung fand nicht statt, da Müller seit 1894 von seiner ersten Frau geschieden war. Am 17. Mai 1901 brachte Marianne ihren ersten Sohn Hans Michael in ihrem Elternhaus in Dresden zur Welt.
Über Mariannes Dresdner Freundin Irene Sattler erfuhr Johannes Müller auf der Suche nach einer „Stätte für Wesensbildung“ von Schloss Mainberg. Bald darauf zog die Familie in das unterhalb des Schlosses gelegene Amtshaus in Mainberg. Am 25. Februar 1902 wurde die Tochter Eva Friderika geboren. Den Winter verbrachte die Familie am Schliersee, da das Schloss schlecht beheizbar war. Im Winter 1902/1903 wurde bei Marianne eine Herzkrankheit festgestellt. Dennoch wurde sie wieder schwanger und bekam am 7. Februar 1904 die zweite Tochter Marianne. Eine Woche später starb Marianne Müller an den Folgen einer Lungenentzündung. Johannes Müller heiratete noch im selben Jahr die Bildhauerin Irene Sattler (1880–1957). Sie zog Marianne Fiedlers Kinder groß und hatte mit Müller noch acht weitere Kinder.
Marianne Fiedler malte und zeichnete auch während ihrer Ehe weiter und illustrierte das Buch von Johannes Müller Der Beruf und die Stellung der Frau. 1901 stellte sie ein letztes Mal Kunstlithographien im Buchgewerbemuseum in Leipzig aus. Nach ihrem Tod geriet sie als Künstlerin in Vergessenheit. Erst 2014 bekam sie wieder Beachtung, als ihre Enkelin Micaela Händel in ihrem Nachlass neben einem farbigen Aquarell auch eine Originalzeichnung von Käthe Kollwitz entdeckte, deren erstes Selbstporträt. Diese Werke hatte Käthe Kollwitz offenbar Marianne Fiedler geschenkt, weshalb von einer engen Freundschaft zwischen den beiden Frauen ausgegangen werden kann.

## Werke (Auswahl)
Werke
- 1889: Afrikanerin[10]
- 1894: Selbstbildnis als Bacchantin

Ankäufe
- Staatliche Kunstsammlung Dresden. Online Collection.

## Ausstellungen (Auswahl)
- 1894: Einzelausstellung im Kupferstichkabinett Dresden.[11]
- 2022: Gruppenausstellung Unterschätzt. Künstlerinnen in Leipzig um 1900, Museum der bildenden Künste Leipzig.[11]

## Film
- Kollwitz – Ein Leben in Leidenschaft. Dokumentation von Henrike Sander, Yury Winterberg (Regie) und Sonya Winterberg (Buch). Deutschland 2017. (Digitalisat). (In dieser Dokumentation wird u. a. auf das Leben der „Malweiber“ zwischen 1888 und 1890 sowie die Freundschaft zwischen Käthe Kollwitz und Marianne Fiedler eingegangen).